# Aeletes basalis
Aeletes basalis är en skalbaggsart som först beskrevs av J. L. Leconte 1851.  Aeletes basalis ingår i släktet Aeletes och familjen stumpbaggar. Inga underarter finns listade i Catalogue of Life.